# Raymond Meijs
Raymond Meijs (Valkenburg aan de Geul, 13 de març de 1968) va ser un ciclista neerlandès que fou professional entre 1992 i 2001. Del seu palmarès destaca el Campionat del món júnior i quatre cops la Hel van het Mergelland.

## Palmarès
- 1985
  -  Campió del món júnior en ruta
  -  Campió dels Països Baixos júnior en ruta
- 1989
  - Vencedor d'una etapa de la Volta a la Província de Lieja
- 1990
  - 1r a la Hel van het Mergelland
- 1991
  - 1r a la Volta a la Província de Lieja i vencedor d'una etapa
  - Vencedor d'una etapa de la Volta a la Baixa Saxònia
- 1994
  - 1r al Gran Premi Stad Sint-Niklaas
- 1997
  - 1r a la Hel van het Mergelland
- 1998
  - 1r a la Hel van het Mergelland
- 1999
  - 1r a la Hel van het Mergelland